# Bogdan Nestorović
Bogdan Nestorović (en serbe cyrillique : Богдан Несторовић ; né en 1901 et mort en 1975) est un architecte serbe.

## Œuvres

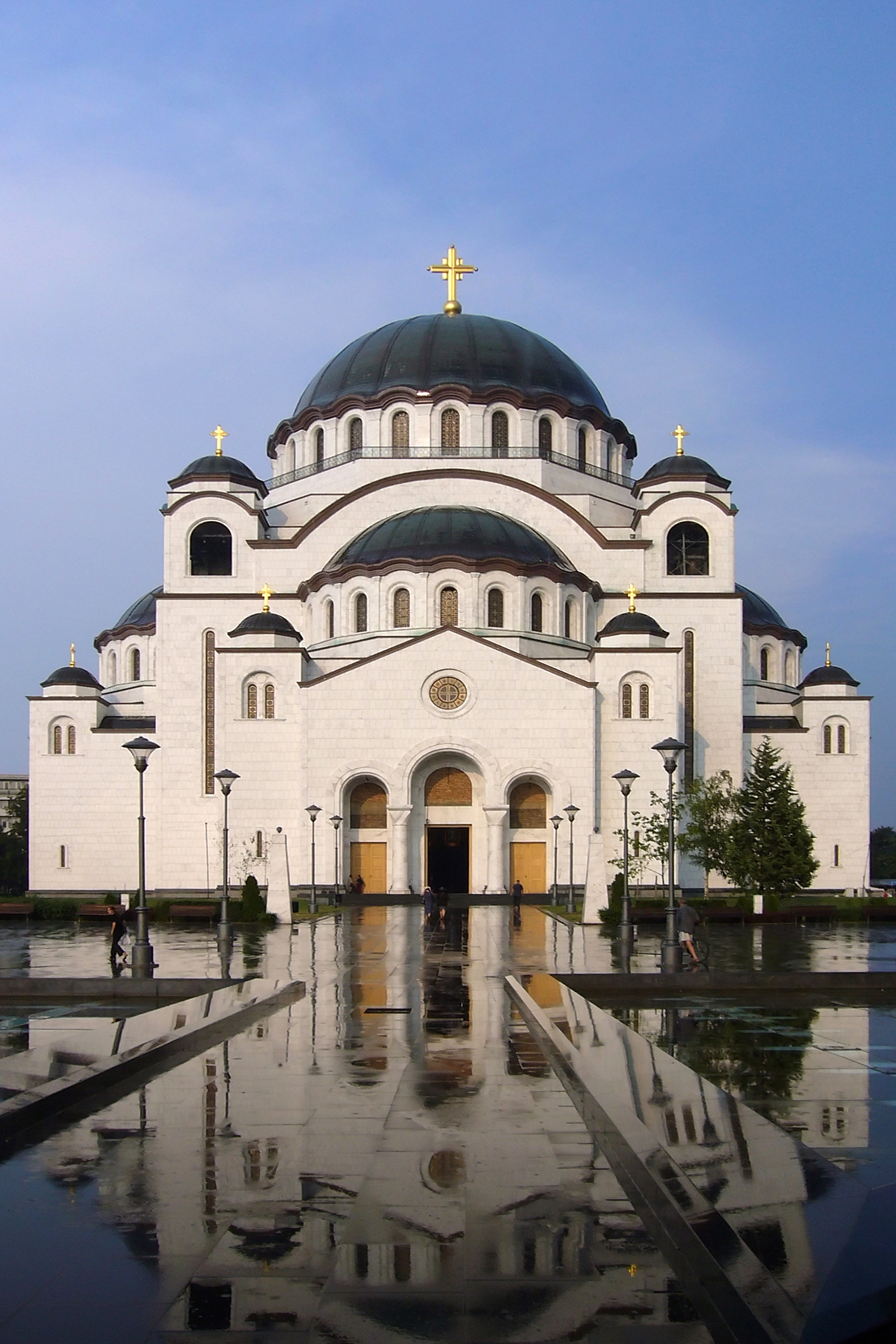
L'église Saint-Sava de Belgrade.

- la maison de Vitomir Konstantinović (3 rue Kralja Milana) à Belgrade, 1926-1927 ; cet immeuble de rapport mêle les styles académiques et serbo-byzantin ; il est aujourd'hui classé[1].
- le bâtiment Ured à Kragujevac, 1931[2],[3].
- la maison des artisans à Belgrade (2 rue Hilandarska), à Belgrade, 1931-1933 ; dans la construction de l'édifice, Bogdan Nestorović a succédé en tant qu'architecte à Danilo Vladisavljević ; depuis 1947, l'immeuble abrite Radio Belgrade ; le bâtiment est classé[4].
- le bâtiment du PRIZAD (2 Obilićev venac), à Belgrade, 1934[5].
- le musée national d'Užice, 1938-1940.
- l'église Saint-Sava de Belgrade, sous la direction d'Aleksandar Deroko, à partir de 1939.

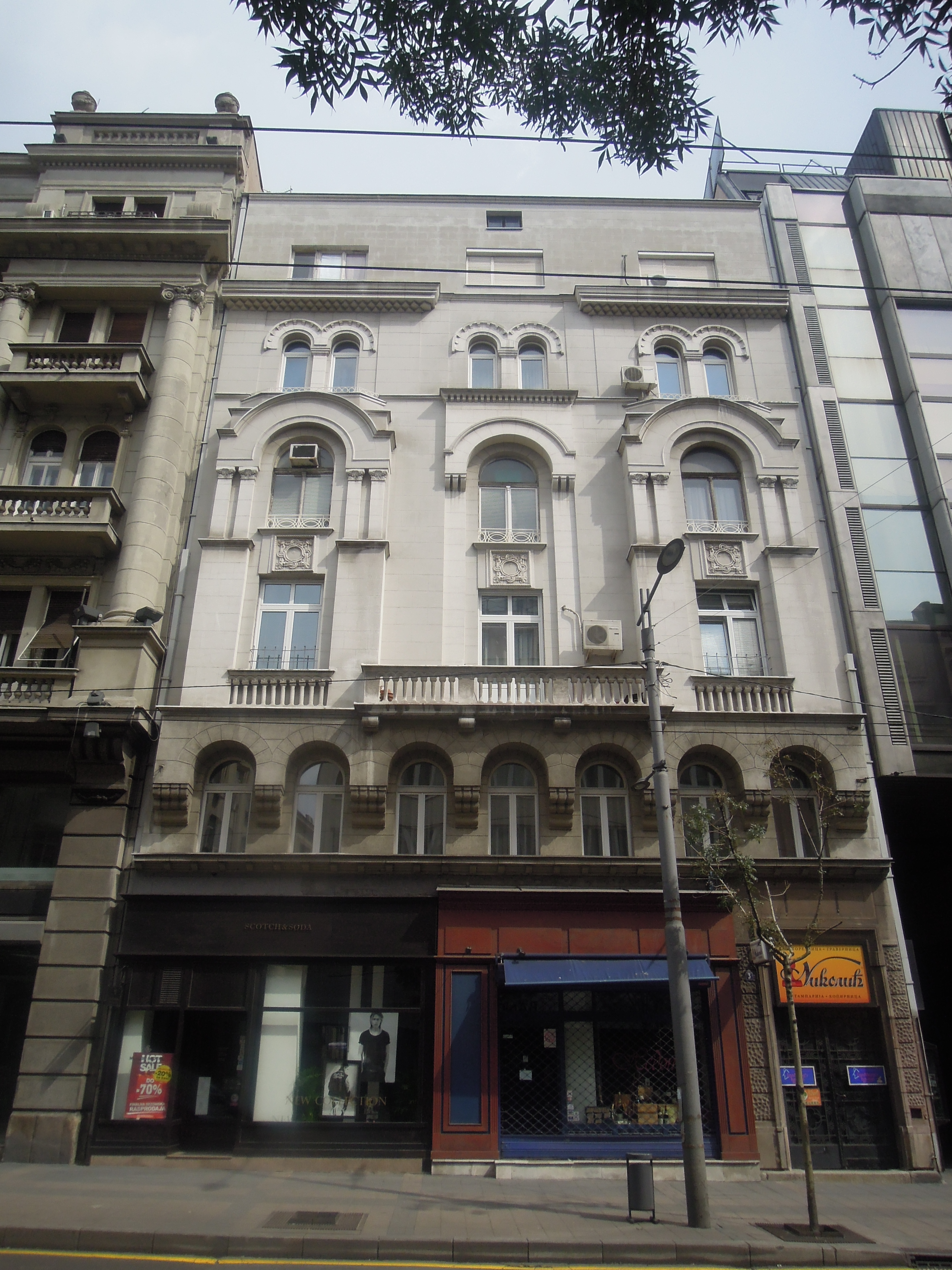
La maison de Vitomir Konstantinović à Belgrade.
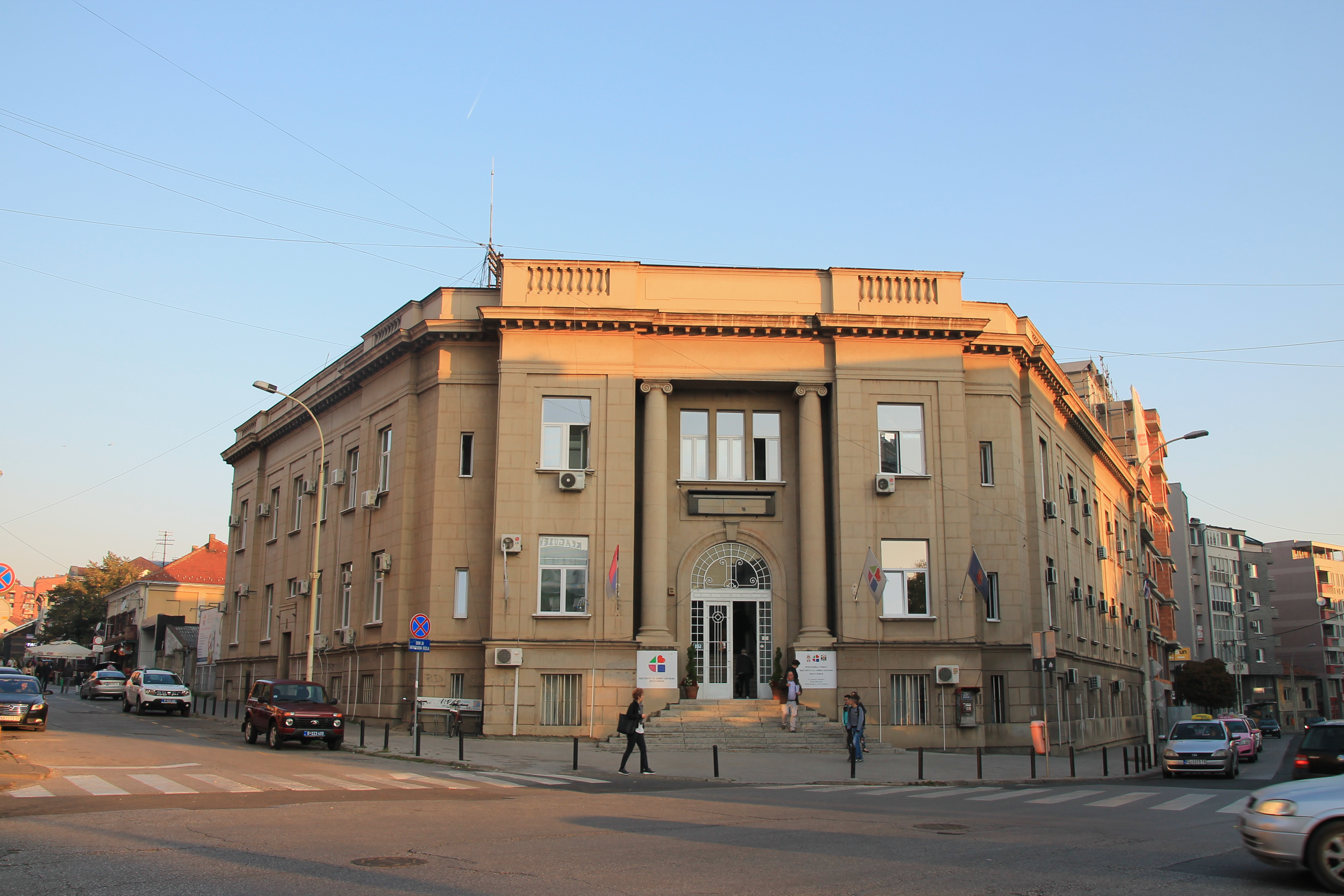
Le bâtiment Ured à Kragujevac, 1931.
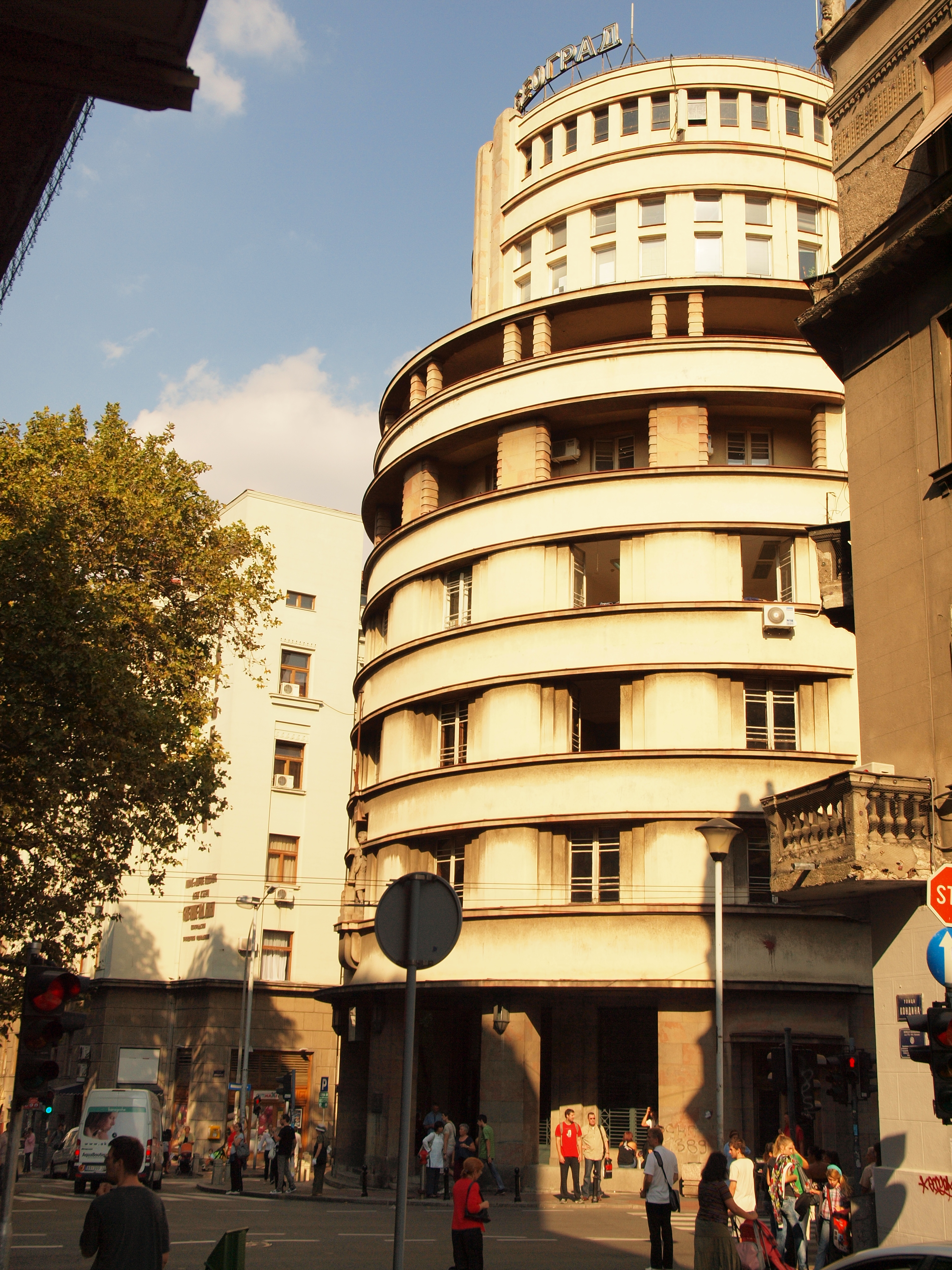
La maison des artisans à Belgrade (aujourd'hui Radio Belgrade).
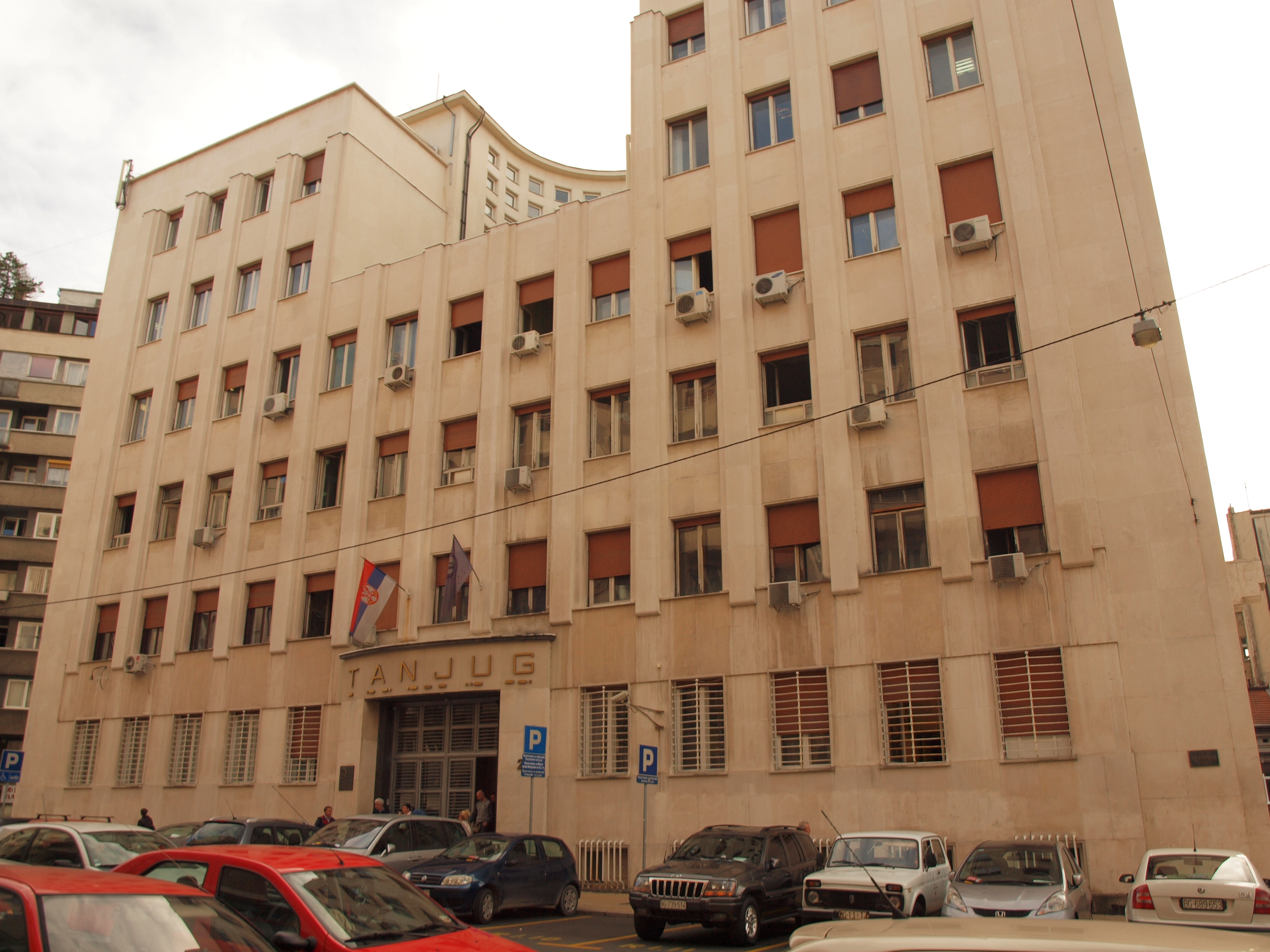
Le bâtiment du PRIZAD (aujourd'hui Tanjug).